# Somolinos
Somolinos es un municipio y localidad española de la provincia de Guadalajara, en la comunidad autónoma de Castilla-La Mancha. El término municipal tiene una población de 26 habitantes (INE 2024).

## Geografía
En el término se encuentra una laguna de bastante extensión, la laguna de Somolinos.

## Historia
Hacia mediados del siglo XIX, el lugar tenía contabilizada una población de 149 habitantes. La localidad aparece descrita en el decimocuarto volumen del Diccionario geográfico-estadístico-histórico de España y sus posesiones de Ultramar de Pascual Madoz de la siguiente manera:

SOMOLINOS: l. con ayunt. en la prov. de Guadalajara (13 leg.), part. jud. de Atienza (3), aud. terr. de Madrid (23), c. g. de Castilla la Nueva, dióc. de Sigüenza (6): sit. en llano con buena ventilacion y clima frio. Tiene 80 casas; la consistorial; escuela de instruccion primaria, frecuentada por 26 alumnos de ambos sexos, retribuida por los discípulos; una fuente de buenas aguas; una igl. parr. (la Purísima Concepcion) servida por un cura y un sacristan; un cementerio público, sit. á 50 varas del pueblo. térm.: confina con los de Campisabalos, Ujados, Albendiego y Condemios de Abajo; dentro de él se encuentra una laguna de bastante estension: el terreno, que participa de secano y regadío, cuyo beneficio recibe del r. Bornova, es en lo general de inferior calidad; comprende 2 montes, uno poblado de encina y alguna mata baja, y el otro pinar, pero que sus árboles no son maderables. caminos: los que dirigen á los pueblos limítrofes, todos en buen estado. correo; se recibe y despacha en la cab. del part. prod.: centeno, patatas, algunas legumbres, leñas de combustible y pastos, con los que se mantiene ganado lanar y cabrio, hay caza de perdices. ind.: la agrícola, una ferr., 2 molinos harineros y uno de papel en mal estado. pobl.: 50 vec., 149 alm. cap. prod.: 1.400,000 rs. imp.: 70,200. contr.: 4,166.
(Madoz, 1849, pp. 439-440)

## Demografía
Somolinos cuenta con una población de 26 habitantes (INE 2024).
| Gráfica de evolución demográfica de Somolinos entre 1842 y 2021                                                     |
| |
| Población de derecho según los censos de población del INE Población de hecho según los censos de población del INE |

| 47            | 36 | 45 | 37 | 35 | 33 |
| (Fuente: INE) |    |    |    |    |    |

## Patrimonio

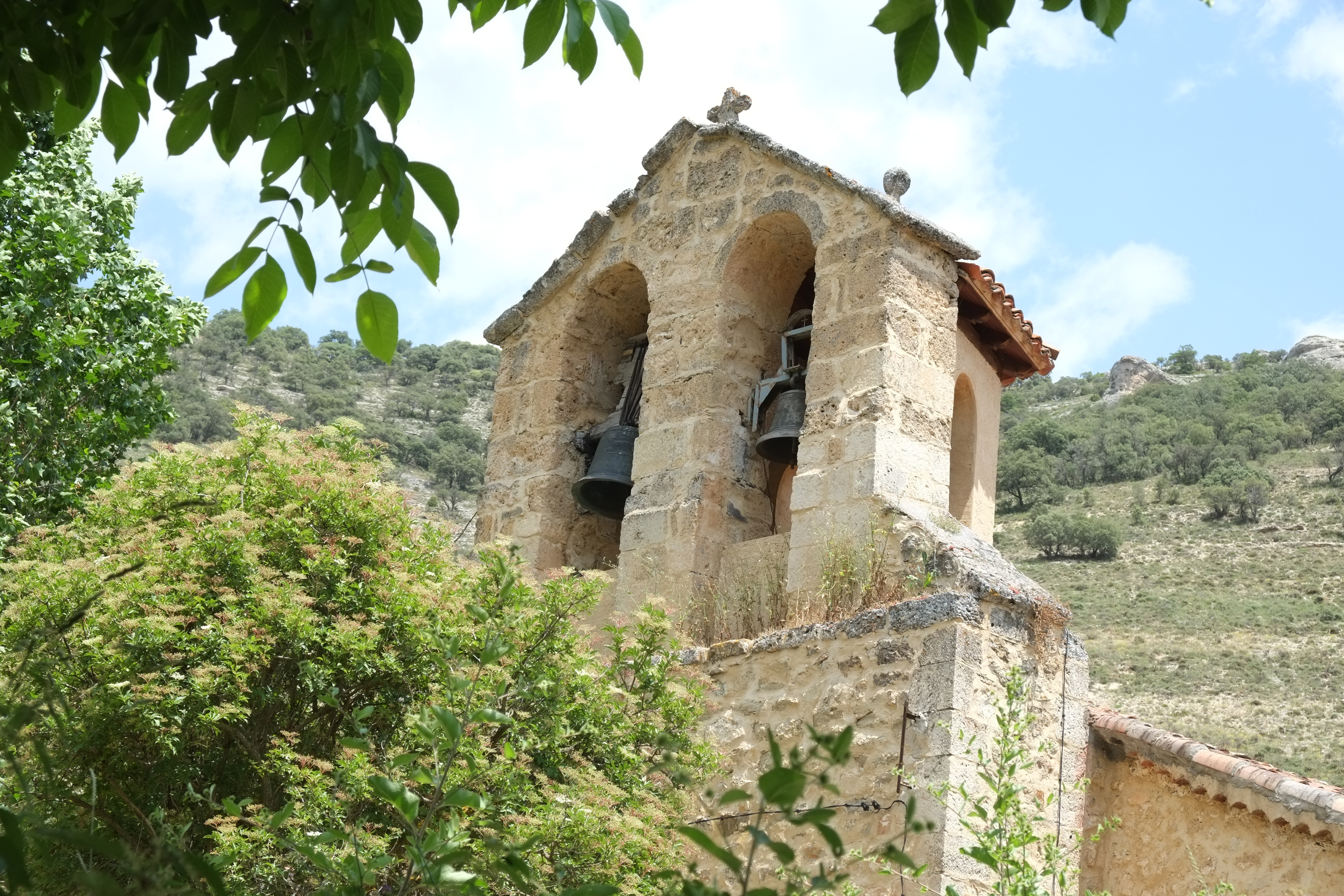
Espadaña de la iglesia

En la localidad hay una iglesia parroquial bajo la advocación de la Purísima Concepción.